# Radio Hat

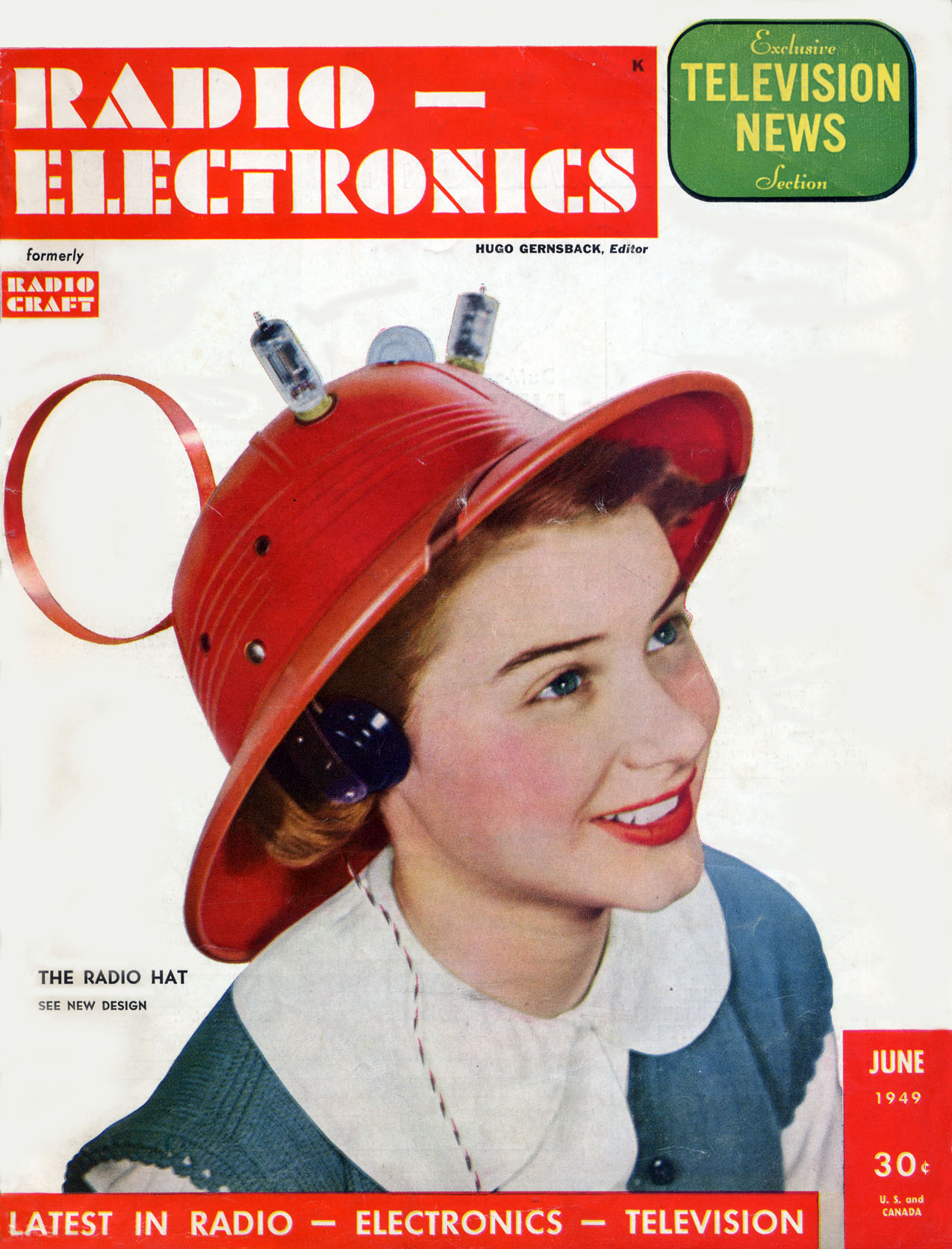
Copertina dell'edizione del giugno 1949 di Radio-Electronics che mostra la Man-from-Mars Radio Hat, indossata dall'allora quindicenne Hope Lange.

La Radio Hat (che in inglese significa "cappello radio") era una radio portatile inserita in un casco coloniale, capace di ricevere stazioni radio nel raggio di 32 km (20 miglia). Fu introdotta nel mercato statunitense all'inizio del 1949 al prezzo di 7,95 dollari con il nome di Man-from-Mars Radio Hat («cappello radio marziano»). Grazie ad una campagna pubblicitaria di successo, la Radio Hat fu venduta in tutti gli Stati Uniti.
Le radio portatili alimentate a batteria erano disponibili in commercio già da alcuni anni ma Victor Hoeflich, l'inventore dell'inusuale apparecchio, sperava che l'originalità del supporto sul quale era montato e la campagna pubblicitaria potessero portare il prodotto al successo. I transistor erano stati inventati nello stesso periodo in cui fu ideata la Radio Hat, ma rimanevano elementi estremamente costosi e ancora di scarso utilizzo pratico (le prime radio a transistor furono messe in commercio solo cinque anni dopo). La Radio Hat usava le valvole termoioniche, che costituivano anche un elemento peculiare del design del prodotto, così come l'antenna loop e la manopola di sintonizzazione. Il prodotto era disponibile in vari colori: giallo canarino, rossetto, turchese, giallo chartreuse, mandarino, lavanda, azzurro e rosso ciliegia per gli adolescenti, e marrone chiaro, grigio e blu-piombo per gli adulti.

## Commercializzazione
La Radio Hat era realizzata dalla Merri-Lei Corporation di Brooklyn. La società era un'importante produttrice di cappelli da festa e gadget di vario genere. Il suo fondatore, Victor Hoeflich, era un inventore e, già nel 1914, quando era ancora alle scuole superiori, aveva ideato una macchina per realizzare ghirlande hawaiane di carta; nel 1949 la compagnia vendeva annualmente milioni di ghirlande alle Hawaii. Hoeflich continuò a sviluppare macchine per la produzione di diversi gadget.

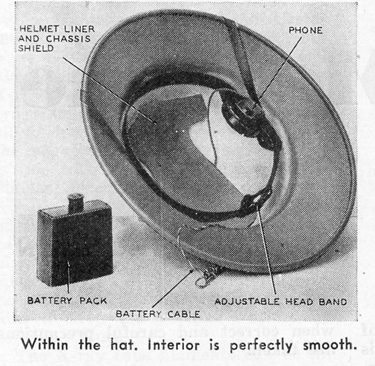
Interno del cappello: l'auricolare poteva essere spostato su uno dei lati

Nel marzo del 1949 Victor Hoeflich tenne una conferenza stampa per presentare la Man-from-Mars Radio Hat. Contando sul fatto che l'immagine avrebbe reso molto meglio l'idea, impiegò diverse giovani modelle alle quali fece indossare la radio, per consentire ai reporter e ai fotografi di vedere il prodotto, e presto apparvero fotografie e recensioni sui giornali in tutti gli Stati Uniti. Gli articoli in genere includevano una foto di una giovane ragazza con indosso la radio e un articolo di sei paragrafi. La Radio Hat ricevette anche molta attenzione nelle riviste, tra le quali titoli di bricolage come Popular Mechanics, Popular Science, Mechanix Illustrated, e Radio-Electronics, nonché su riviste generaliste come Life, Time, Newsweek, e The New Yorker.
La Radio Hat veniva venduta nei grandi magazzini e per posta. In una stazione di servizio di Van Nuys (California) l'insolito prodotto veniva venduto a scopo promozionale agli utenti che si fornivano di carburante. La campagna pubblicitaria terminò all'inizio del 1950, e in una intervista del 1956, Hoeflich disse che la compagnia riceveva ancora ordinazioni per il prodotto, nonostante fosse fuori produzione da tempo.
Hugo Gernsback, editore di Radio-Electronics, rimase impressionato dalla Radio Hat e, nel giugno del 1949, pubblicò un articolo di due pagine dedicato ai circuiti e alla costruzione della radio. La foto di copertina mostrava l'allora quindicenne Hope Lange con indosso la Red Hat nella versione Lipstick Red.

## Elettronica

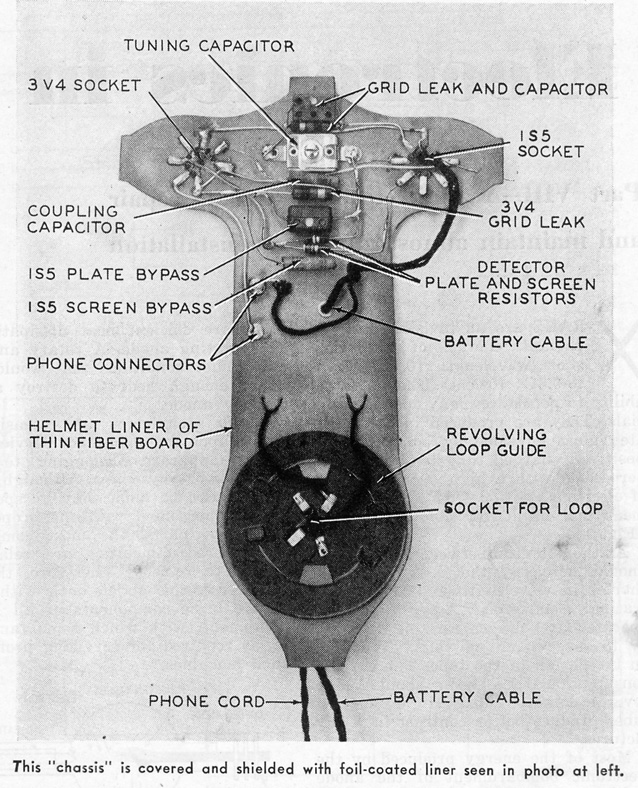
Il circuito era montato su una fodera flessibile che si trovava all'interno del cappello

Le radio all'epoca erano solitamente alimentate dalla rete elettrica a corrente alternata e usavano valvole termoioniche con filamento alimentato a 6 o 12 V che riscaldava il catodo, e dai 100 ai 300 V per l'alimentazione dell'anodo (B+). L'avanzamento tecnologico compiuto durante la seconda guerra mondiale nel settore delle radio portatili aveva consentito la produzione di valvole termoioniche economiche che lavoravano a bassa tensione. La Radio Hat impiegava due valvole termoioniche (mentre le radio da tavolo ne utilizzavano comunemente cinque o sei) e aveva una alimentazione esterna a batteria che forniva corrente a 1,5 V per il filamento e 22,5 V per l'anodo. Questi valori di tensione erano molto più sicuri per l'utilizzo in un cappello, soprattutto perché la tensione attraversa anche l'auricolare. Questa tecnica era comunemente impiegata in molte radio semplici, alcune delle quali avevano una tensione di 90 V o più attraverso le cuffie. La batteria poteva alimentare il dispositivo fino a 20 ore. La radio captava la banda AM (540 kHz ÷ 1600 kHz) e la sintonizzazione veniva regolata tramite una manopola collocata tra le due valvole termoioniche.

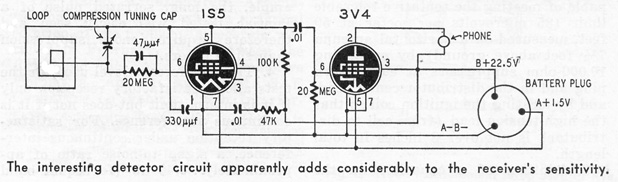
La valvola termoionica 1S5 convertiva il segnale radio in segnale audio, mentre la valvola 3V4 amplificava il segnale per l'auricolare.

La valvola 1S5 fungeva da circuito rigenerativo e il segnale audio in uscita era amplificato dalla valvola 3V4 e mandato all'auricolare.
Il detector aveva un condensatore da 330 pF che manteneva il livello di feedback nel range di oscillazione. La portante ricevuta bloccava l'oscillazione, permettendo una chiara ricezione delle stazioni locali. L'antenna loop era parte del circuito di risonanza, con un accoppiamento quasi unitario tra l'antenna e il detector, che aiutava ad avere un livello della portante sufficientemente alto per raggiungere la funzione bloccante. Un detector rigenerativo operante in questa maniera è detto anche superrigenerativo, ma in questo caso non veniva usato un oscillatore quenching separato. Il segnale bloccante era idealmente alla stessa frequenza dell'oscillazione, in opposto alla frequenza tipicamente minore impiegata in un vero detector superrigenerativo.
Il detector rigenerativo aveva una sensibilità sufficiente a ricevere stazioni più distanti delle 20 miglia dichiarate, ma in quel caso la portante non era sufficientemente forte da bloccare le oscillazioni e il segnale sarebbe stato spiacevolmente eterodinato, comportando un rumore stridente. Inoltre, l'antenna loop si comportava come un'antenna direzionale, e questo era uno svantaggio per una radio portatile, in quanto l'intensità del segnale variava a seconda di come si muoveva la testa, e se la stazione era accidentalmente portata ad un livello nullo la portante sarebbe scesa sotto il livello bloccante, causando un fastidioso rumore.